# Tmesisternus batchianensis
Tmesisternus batchianensis är en skalbaggsart som beskrevs av Stefan von Breuning 1954. Tmesisternus batchianensis ingår i släktet Tmesisternus och familjen långhorningar. Inga underarter finns listade i Catalogue of Life.